# Angie Bolling
Pour les articles homonymes, voir Bolling.
Angie Bolling est une actrice américaine.

## Filmographie
- 1982 : The Catlins (série TV) : Babe Chalifoux
- 1984 : The River Rat : Joyce
- 1984 : He's Not Your Son (TV) : Marcia
- 1985 : The Dirt Bike Kid (en) de Julie Corman (en) : Pretty woman
- 1986 : Dallas : Quand tout a commencé... (Dallas : The Early Years) (TV) : Deborah
- 1987 : RoboCop : Ellen Murphy
- 1989 : Vol 191 en péril (Fire and Rain) (TV) : Helen Smith / Sally Howard
- 1990 : RoboCop 2 d'Irvin Kershner : Ellen Murphy
- 1990 : Texasville : Marylou Marlow
- 1991 : Le Mari de ma femme (en) (Hard Promises) de Martin Davidson : Bachelorette Party Guest
- 1993 : Murder in the Heartland (en) (TV) : Clara Ward
- 1993 : RoboCop 3 de Fred Dekker : Ellen Murphy
- 1993 : Flesh and Bone : Woman with Crying Baby
- 1994 : Protection rapprochée (en) (Pointman) (TV) : Boutel's Secretary
- 1994 : Island City (TV) : Sally Redman
- 1995 : Les Tourments du destin ("A Woman of Independent Means") (feuilleton TV) : Mrs. Fleck
- 1996 : Space Marines (en) de John Weidner : Navigator
- 2000 : Docteur T et les Femmes (Dr T and the Women) : Dr T's Patient
- 2004 : Friday Night Lights : Booster Wife
- 2005 : Wit's End de Gary D. Rhodes: Betsy Buckley-Bryant